# Eminem
Marshall Bruce Mathers III (født 17. oktober 1972), professionelt kendt som Eminem, er en amerikansk rapper, sangskriver og producer. Han betragtes som en af de største og mest indflydelsesrige rappere nogensinde, og tilskrives æren for at popularisere hiphop i USA og nedbryde racemæssige barrierer for at opnå accept af hvide rappere i populærmusik. Mens meget af hans grænseoverskridende arbejde i slutningen af 1990'erne og begyndelsen af 2000'erne gjorde ham til en kontroversiel figur, kom han til at blive en repræsentant for den folkelige angst i den amerikanske underklasse.
Efter udgivelsen af sit debutalbum Infinite (1996) og EP'en Slim Shady EP (1997) skrev Eminem kontrakt med Dr. Dres Aftermath Entertainment og opnåede efterfølgende mainstream-popularitet i 1999 med The Slim Shady LP. Hans to næste udgivelser, The Marshall Mathers LP (2000) og The Eminem Show (2002), blev verdensomspændende succeser. Sidstnævnte var det bedst sælgende album på verdensplan det år, og det bedst sælgende hiphop-album nogensinde. Efter udgivelsen af Encore (2004) tog Eminem en pause, delvist på grund af afhængighed af receptpligtig medicin.
Han vendte tilbage til musikbranchen med udgivelserne af Relapse (2009) og Recovery (2010), hvor sidstnævnte blev det bedst sælgende album på verdensplan i 2010. Hver af hans efterfølgende udgivelser—The Marshall Mathers LP 2 (2013), Revival (2017), Kamikaze (2018), Music to Be Murdered By (2020) og The Death of Slim Shady (Coup de Grâce) (2024)—debuterede på toppen af den amerikanske Billboard 200.
Eminem har skabt adskillige alter egoer, som han bruger i sine sange til forskellige rapstilarter og emner, især Slim Shady. Han var også medlem af hiphop-grupperne New Jacks, Soul Intent, Outsidaz og D12 og har samarbejdet med den Detroit-baserede rapper Royce da 5'9" i duoen Bad Meets Evil. Han spillede hovedrollen i den musikalske dramafilm 8 Mile fra 2002, hvor han spillede en dramatiseret version af sig selv. "Lose Yourself", en sang fra dens soundtrack, toppede Billboard Hot 100 i 12 uger—det meste for en solo rapsang—og vandt en Oscar for bedste sang, hvilket gjorde ham til den første hiphop-kunstner nogensinde til at vinde prisen. Eminem var også medstifter af Shady Records, som hjalp med at lancere karriererne for kunstnere som D12, 50 Cent og Obie Trice. Han etablerede sin egen Sirius XM-radiokanal, Shade 45, og i 2021 åbnede han en restaurant i Detroit kaldet, Mom's Spaghetti.
Eminem er blandt de bedst sælgende musikere nogensinde med et anslået verdensomspændende salg på over 220 millioner album og singler. Han var den første musiker, der havde ti album i træk, der debuterede som nummer et på Billboard 200-hitlisten, og har haft fem nummer et-singler på Billboard Hot 100. Han er en af de højest certificerede musikere i USA, hvor tre af hans album og fire af hans singler er blevet certificeret som diamant af Recording Industry Association of America (RIAA). Eminems udmærkelser inkluderer 15 Grammy Awards, otte American Music Awards, 17 Billboard Music Awards, en Primetime Emmy Award og en optagelse i Rock and Roll Hall of Fame i 2022. Billboard udnævnte ham til Årtiets Kunstner (2000'erne), og Rolling Stone rangerede ham blandt de største kunstnere og største sangskrivere gennem tiderne.
Efter en mindre rolle i filmen The Wash fra 2001 debuterede Eminem i Hollywood i den semi-selvbiografiske film 8 Mile fra 2002. Han har også haft cameo-optrædener i Funny People (2009) og The Interview (2014) og han spillede sig selv i finalen af Entourage sæson syv.

## Tidligt liv
Eminem blev født Marshall Bruce Mathers III den 17. oktober 1972 i Saint-Joseph, Missouri, USA. Han er det eneste barn af Deborah Nelson Mathers-Briggs og Marshall Bruce Mathers, Jr.. Hans aner strækker sig tilbage til Skotland, England, Tyskland, Schweiz og Polen. Hans fader forlod familien, da Eminem var blot seks måneder gammel, og derfor voksede han op i fattigdom sammen med sin mor.
Da Mathers var kommet op i 12-årsalderen, havde han og moderen flyttet rundt mellem forskellige byer i Missouri, heriblandt Saint-Joseph, Savannah og Kansas City, inden de til sidst slog sig ned i Warren, Michigan – en forstad til storbyen Detroit.
Efter at have anskaffet sig en kopi af Beastie Boys-albummet License to Ill som teenager, blev Mathers mere interesseret i hip-hop og optrådte med amatør-rap som 14-årig under pseudonymet M&M og blev en del af gruppen Bassmint Productions. De udgav deres anden EP, Steppin' Onto The Scene. De ændrede senere deres navn til Soul Intent og udgav deres første single i 1995 med navnet Fuckin' Backstabber. Singlen blev udgivet af pladeselskabet Mashin' Duck Records.
Selvom Mathers var indskrevet på Lincoln High School i Warren, deltog han ofte i freestyle-konkurrence i den nu lukkede Osbourne High School i den østlige side af Detroit. På trods af en veldokumenteret kamp i en afrikansk-amerikansk domineret industri blev han billiget af undergrunds-hip-hoppens publikum. Han gik niende klasse om på grund af højt fravær og gennemførte niende klasse med nærmest dumpe-karakterer,. Herefter droppede han ud af skolen i en alder af 17.
I 1991 begik Mathers morbror, Ronald "Ronnie" Nelson, selvmord. Mathers var meget tæt med sin onkel, for det var ham, der havde introduceret den unge Mathers til hip-hop i en alder af 11. I dag har han en tatovering på sin venstre overarm hvor der står "Ronnie R.I.P.". Ronnie blev nævnt i sangene "Stan", "Cleanin' Out My Closet", "Mockingbird" og "My Dad's Gone Crazy".

## Musikkarriere

### 1988–1997: Tidlig karriere ogInfinite
I 1988 gik han under kunstnernavnet MC Double M og dannede sin første gruppe, New Jacks, og lavede en selvbetitlet demo med DJ Butter Fingers. I 1989 sluttede de sig til Bassmint Productions, som senere ændrede navn til Soul Intent i 1992 med rapperen Proof og andre barndomsvenner. De udgav en selvbetitlet EP i 1995 med Proof.
En af Mathers tidlige mentorer som rapper var den lokale rapper Champtown, der gav Mathers hans først tid i et studie. Mathers medvirkede også i sin første musik i Champtowns "Do-Da-Dipity" fra 1992. Mathers og Champtown havde efterfølgende uoverensstemmelser. Mathers blev først signet til FBT Productions i 1992, der blev kørt af brødrene Jeff og Mark Bass. Mathers havde også et minimumslønnet job som kok og opvasker på restauranten Gilbert's Lodge i St. Clair Shores i et stykke tid. I 1996 blev hans debutalbum, Infinite – som blev indspillet i Bassmint, et studie ejet af Bass Brothers – udgivet på det selvstændige selskab Web Entertainment. Eminem mindes "Selvsagt var jeg ung og blev influeret af andre kunstnere og jeg fik en masse feedback om, at jeg lød som Nas og AZ. Infinite var mig, der prøvede at finde ud af, hvordan min rap-stil skulle være, hvordan jeg ville lyde i mikrofonen, og hvordan jeg ville præsenterer mig selv. Det var en periode under udvikling. Jeg følte, at 'Infinite' var som en demo der blev presset i bund." Emner på Infinite inkluderede hans problemer med at give sin nyfødte datter, Hailie Jade Mathers, en ordentlig opvækst, mens han havde få penge og hans stærke ønske om at blive rig. Tidligt i karrieren arbejdede Eminem sammen med en anden Detroit-rapper, Royce Da 5'9", under kunstnernavnet Bad Meets Evil. Efter udgivelsen af Infinte blev Eminems personlige problemer og misbrug af stoffer og alkohol for meget, og han forsøgte selvmord.
Jimmy Iovine, direktør for Interscope Records, bad om at få en demo fra Eminem, efter han blev nummer to i 1997 til Rap Olympics. Eminem havde også vundet Wake Up Show's Freestyle Performer of The Year, hvilket hjalp ham med at lande en pladekontrakt. Iovine spillede demoen for rap-legenden og produceren Dr. Dre, ejeren af Aftermath Entertainment. De to begyndte at indspille sange til Eminems kommende album, The Slim Shady LP og Eminem havde en gæsteoptræden på albummet Devil Without A Cause a Kid Rock. Hip-hop-magasinet The Source havde Eminem i sin Unsigned Hype-artikel i marts 1998.

### 1997–1999: Introduktionen af Slim Shady,The Slim Shady LPog succes
Efter at have skrevet kontrakt med Aftermath Entertainment/Interscope Records i 1998, udgav Eminem sit første store studiealbum, The Slim Shady LP, der byggede på produktioner af Dr. Dre, et år senere i 1999. Billboard roste albummet som "lysår foran det materiale han havde skrevet forud". Det gik hen og blev et af de most populære albummer i 1999, hvor det gik hen og opnåede tre gange platin i USA inden året var omme. Med albummets popularitet kom også kontroverser omkring meget af albummets lyrik. I "'97 Bonnie and Clyde" beskriver han en tur med hans nyfødte datter, hvor de skiller sig af med hans kones krop. En anden sang, "Guilty Conscience" ender med at han opfordrer en man til at myrde sin kone og dennes elsker. "Guilty Conscience" markerede begyndelsen på venskabet og det musiske bånd mellem Dr. Dre og Eminem. De to ville senere samarbejde på en masse hit-sange, heriblandt "Forgot About Dre" og "What's the Difference" fra Dr. Dres album 2001, "Bitch Please II" fra The Marshall Mathers LP, "Say What You Say" fra The Eminem Show, "Encore/Curtains Down" fra Encore, "Old Time's Sake" og "Crack a Bottle" fra Relapse og "I Need a Doctor" og "Die Hard" fra Dr. Dres Detox. Dr. Dre skulle vise sig at få mindst en gæsteoptræden på alle Eminems studiealbum for pladeselskabet Aftermath. Albummet har nu opnået 4x platin i USA. Med denne udgivelse, blev Eminem beskyldt for at imiterer undergrundsrapperen Cages stil og emnevalg.
Med udgivelsen af The Slim Shady LP, blev Eminem beskyldt for at efterligne undergrundsrapperen Cage, både hvad angik stil og hvad angik emner.

### 1999–2003:The Marshall Mathers LPogThe Eminem Show
The Marshall Mathers LP blev udgivet i maj 2000. Det gik hen og solgte 1.760.000 eksemplarer i sin første uge i handlen. Det betød at det slog rekorden for hurtigst sælgende rap-album , der tidligere tilhørte Snoop Doggs Doggystyle og det slog rekorden for hurtigst sælgende album af en af solo-kunstner i amerikansk historie og henviste dermed Britney Spearss ...Baby One More Time til andenpladsen. Den første single fra albummet, The Real Slim Shady, vist sig at være en kæmpe succes, skabte en masse kontroverser ved at fornærme kendisser og fremsætte tvivlsomme påstande om dem. Han påstår blandt andet at Christina Aguilera foretager oralsex på Fred Durst og Carson Daly.
På albummets anden single, The Way I Am fortæller han sine fans om det pres hans pladeselskab lægger på ham, for at overgå det salg hans tidligere hit, My Name Is, havde. Selvom Eminem parodierede shock-rockeren Marilyn Manson i førnævnte sang, skulle de to dog være gode venner. Manson medvirkede blandt andet i musikvideo til The Way I Am og han var også med i et remix af sangen til en koncert med Eminem.
På albummets tredje, og mest succesfulde single, Stan, sampler han Didos sang Thank You. I sangen forsøger Eminem at klare sin nyfundne berømmelse. Han påtager sig personligheden af en sindsforvirret fan, der ender med at dræbe sig selv og sin gravide kæreste, hvilket afspejler sangen '97 Bonnie & Clyde fra The Slim Shady LP. I musikvideoen til Stan, bliver Eminem vist mens han skriver med venstre hånd, hvilket endte en fan-debat om hvilken hånd der var den dominerende. Q Magazine kårede Stan til at være den tredje bedst sælgende rapnummer nogensinde, mens Top40-Charts.com kårede sangen til at være den tiende bedst sælgende rapnummer. Sangen er sidenhed blev rost meget og Rolling Stone Magazine rangerede sangen som #290 i deres kåring af de 500 bedste sangen igennem tiden. I juli 2000 blev Eminem den første hvide person til at komme på forsiden af The Source Magazine. Albummet har fået 10x platin af RIAA.
Eminem optrådte sammen med Elton John til de 43. Grammy Awards i Los Angeles i 2001. Gay and Lesbian Alliance Against Defamation (GLAAD), en organisation der opfatter Eminems lyrik som værende homofobisk, fordømte den åbenlyst homoseksuelle Elton Johns beslutning om at optræde med Eminem. Entertainment Weekly satte optræden på deres end-of-decade, best of-liste, med ordene "Det var krammet hørt Jorden rundt. Eminem, der er under beskyldninger for homofobiske tekster, delte scenen med et homo-ikon for en udførelse af Stan, der ville have været uforglemmelig i hvilken som helst sammenhæng." Den 21. februar, dagen for uddelingen, holdt GLAAD en protest udenfor Staples Center, stedet for uddelingen fandt sted. Han deltog i følgende turneer i 2001: Up In The Smoke med Dr. Dre, Snoop Dogg, Xzibit og Ice Cube. Han deltog også i Family Values Tour med bandet Limp Bizkit. I 2001 blev Eminem desuden nomineret som Årets nye udenlandske navn til DMA'01.
Eminems tredje store album, The Eminem Show, blev udgivet i sommeren 2002 og viste sig at være endnu et stort hit for rapperen. Albummet nåede til tops på Billboard Hot 100 og solgte langt over en million kopier i sin første uge i handlen. Albummets første single blev nummeret "Without Me", hvori Eminem kommer med nedsættende kommentarer omkring boybands, Limp Bizkit, Moby og den tidligere amerikanske andendame, Lynne Cheney, blandt andre. Andre singler fra albummet inkluderer "Cleanin' Out My Closet" og "Sing For The Moment".
Albummet er blevet certificeret med otte gange platin af RIAA. Albummet berører emner som hans vej til berømmelse, forholdet til konen og datteren og hans status i hip-hop-samfundet. Han tager også fat på sin sigtelse for overfald mod en dørmand der kyssede hans kone i 2000.
Stephen Thomas Erlewine fra AllMusic følte, at selvom der var vrede tilstede på flere af albummets numre, var albummet ikke så provokerende som The Marshall Mathers LP. Men L. Brent Bozell III, der tidligere kritiserede The Marshall Mathers LP, for at være for for kvindehadsk, noterede at The Eminem Show brugte omfattende uanstændigt sprog og gav derfor Eminem øgenavnet Eminef, for udrensningen af ordet Motherfucker, et ord der går igen meget på albummet. I Danmark vandt Eminem en Danish Music Award i 2003 for Årets Udenlandske Album for albummet.

### 2003–2007:Encoreog musikalsk pause
Den 8. december 2003, indrømmede Secret Service at de var ved at undersøge beskyldninger om at Eminem havde fremsat dødstrusler med USA's præsident. Lyrikken der var tale om var følgende: "Fuck money/I don't rap for dead presidents/I'd rather see the president dead/It's never been said, but I set precedents ...". Sangen der var tale om var We As Americans, der endte på en bonus-cd der fulgte med albummet.
I 2004 udgav Eminem så sit fjerde store album, Encore. Albummet blev endnu et hit og nåede også førstepladsen på flere hitlister. Albummets første single, der også var med til at sætte salget i vejret, var Just Lose It, der mest blev kendt for sin respektløshed overfor pop-ikonet Michael Jackson. Den 12. oktober 2004, en uge efter udgivelsen af singlen ringede Jackson ind til den Los Angeles-baserede Steve Harvey Radio Show, for at fortælle om hans utilfredshed med musikvideoen, der parodierer Jacksons retssag vedrørende misbrug af børn, plastikkirurgi og episoden hvor der gik ild i Jacksons hår under optagelsen til en Pepsi-reklame fra 1984.
Lyrikken i sangen refererer til Jacksons problemer med loven, men Eminem fastslår dog også "... and that's not a stab at Michael/That's just a metaphor/I'm just psycho...." Mange af Jacksons fans og venner udtalte sig om videoen, heriblandt Stevie Wonder, som kaldte sangen "at sparke til en mand der allerede ligger ned" og "bullshit", og Steve Harvey der erklærede at "Eminem har mistet sit ghetto-pas. Vi vil have passet tilbage"." I videoen parodierer Eminem også folk som Pee-wee Herman, MC Hammer og Blond ambition-ærens Madonna.
I forhold til Jacksons protest, fortalte "Weird Al" Yankovic, der parodierede Eminems Lose Yourself med sangen Couch Potato på hans 2003-album, Poodle Hat, til Chicago Sun-Times at "sidste år, sørgede Eminem for at forsinke produktionen af videoen til min video til Lose Yourself-parodien, fordi han på en eller anden måde troede at det ville skade hans image eller karriere. Så ironien i situationen med Michael er ikke helt tabt på mig."" Black Entertainment Television var den første kanal til at boykotte videoen. MTV annoncerede derimod at de ville blive ved med at sende den. The Source, gennem deres CEO Raymond "Benzino" Scott, ville ikke bare have videoen trukket tilbage, men også have sangen af albummet og Eminem til at komme med en officiel undskyldning til Michael Jackson.. I 2007 købte Jackson og Sony Famous Music LLC fra Viacom. Købet gav dem dermed rettigheder til sangene fra Shakira, Beck og Eminem blandt andre.
På trods af det komiske tema fra førstesinglen, indeholder albummet mange seriøse emner. Heriblandt findes Mosh. Den 25. oktober 2004, en uge før det amerikanske præsidentvalg 2004, udsendte Eminem en video til Mosh på internettet. Sangen indeholdte et meget stærkt anti-Bush budskab, med tekster som "fuck Bush" og "this weapon of mass destruction that we call our president". I videoen ses Eminem samle en hær af folk, heriblandt rapperen Lloyd Banks, fremstillet som ofre for Bush-regeringen og de marcherer mod Det Hvide Hus. Men da "hæren" bryder ind, viser det sig at de blot er der for at stemme og videoen ender med budskabet "VOTE Tuesday November 2" vises på skærmen. Efter Bush blev genvalgt, blev videoens slutning ændret, så man ser Eminem og "hæren" trænger ind til Bush, mens han holder en tale.

I 2005 spekulerede flere insidere i musikindustrien i at Eminem overvejede at stoppe hans rap-karriere efter seks år og flere multi-platinalbum. I det tidlige 2005 blev der spekuleret i at Eminem ville udgive et dobbelt-album senere på året, under navnet The Funeral. Albummet blev senere manifesteret i et greatest hits-album, med navnet Curtain Call: The Hits, der udkom i i december. I juli 2005 fortalte Detroit Free Press om et muligt farvel til Eminem som solo-kunstner. De citerede folk fra hans inderkreds, der fortalte at han ville begynde at koncentrere sig om rollen som musikproducer og pladeselskabs-direktør. På dagen for udgivelse af opsamlingsalbummet, benægtede Eminem, på den Detroit-baserede radio-station WKQI's morgenshow Mojo In The Morning, at han var ved at gå på pension, men insinuerede at han i hvert fald ville tage pause som kunstner. "Jeg er kommet til et punkt i mit liv nu, hvor jeg føler at jeg ikke ved hvor min karriere er på vej hen... Det er derfor vi kaldte albummet for Curtain Call, fordi det kan være det sidste, men vi ved det ikke." 
I 2005 var Eminem en del af Bernhard Goldbergs bog 100 People Who Are Screwing Up America, hvor han blev rangeret som nummer 58. Goldberg citerede en 2001-klumme af Bob Herbert fra The New York Times der påstod: "I Eminems verden er alle kvinder ludere og at han er ivrig for at voldtage og myrde dem." Goldberg citerede også sangen No One's Iller fra The Slim Shady LP som et eksempel på kvindehad i hans musik. I sommeren 2005 påbegyndte Eminem sin første USA-turné i tre år, The Anger Mangement 3 Tour, sammen med 50 Cent, G-Unit, Lil Jon, D12, Obie Trice, The Alchemist og en masse andre. I august 2005 aflyste han dog den europæiske del af turen, der blandt andet skulle have bragt ham forbi Parken i København. I forbindelse hermed annoncerede han at han var blevet indlagt på en afvænningsklinik, for at komme sig over sig afhængighed af sovepiller.
I september 2007 ringede Eminem ind til den New York-baseret radiostation WQHT: Hot 97 under et interview med 50 Cent og fortalte at han var "i limbo" og "debatterede" om hvornår og om han overhovedet ville udgive endnu et album. Han sagde "Jeg arbejder altid – jeg er altid i studiet. Det føles godt lige nu, energi i selskabet. Det var et tidspunkt hvor jeg ikke ville tilbage i studiet... Jeg gik igennem nogle personlige ting. Jeg er kommet igennem disse personlige ting og det føles godt".

### 2008–2009:Relapse
Eminem medvirkede på sin egen Sirius-kanal Shade 45 i september 2008, hvori han sagde "Lige nu koncentrerer jeg mig bare om mine egne ting, lige nu og laver bare sange og producerer en masse ting. Du ved, jo mere jeg producerer, jo bedre virker jeg til at blive, fordi jeg først lige er begyndt at lærer tingene bedre at kende". Det var omkring dette tidspunkt at Interscope endelig bekræftede at et nyt Eminem-album eksisterede, med foråret 2009 som det interval hvori udgivelsen kunne forventes at ligge. I december 2008 gav han flere detaljer omkring det forestående album, blandt andet at titlen blev Relapse. Han sagde "Mig og Dre er tilbage i studiet som i de gamle dage, mand. Dre vil ende med at producere hovedparten af numrene på 'Relapse'. Vi er tilbage i vores gamle ondskabsfulde væremåde... lad os bare lade det være ved det."
Den 5. marts 2009 udsendte Eminem en pressemeddelelse om at han i indeværende år ville udsende to album. Det første af disse to album, Relapse, blev udgivet den 19. maj, mens albummets første officielle single, We Made You blev udgivet 7. april. Albummets første single var egentlig Crack A Bottle, men dette var kun en såkaldt promotionsingle. Selvom albummet ikke blev en lige så stor succes som tidligere album, var det stadig en kommerciel succes og kritikkerne roste albummet, hvilket bragte ham tilbage i hip-hop-verdenen. Albummet blev kåret til et af de bedste album i 2009 og har solgt over fem millioner kopier rundt om i verden.
Under MTV Movie Awards 2009 dalede den britiske komiker Sacha Baron Cohen ned på publikum iført et engel-kostume og landede med ballerne på Eminems ansigt, hvilket resulterede i at rapperen stormede ud af award-showet i foragt. Tre dage senere udtalte Eminem at det var iscenesat og at de havde planlagt episoden sammen. Den 30. oktober optrådte Eminem til Voodoo Music Experience i New Orleans som hovednavn, hvilket var hans første store optræden i 2009. Optrædenen havde mange numre med fra Relapse, samt flere af hans gamle hits og en gæsteoptræden af D12. Den 19. november offentliggjorde Eminem at Relapse: Refill ville udkomme den 21. december. Albummet blev en re-release af Relapse med syv bonusnumre, heriblandt Drakes Forever og Taking My Ball fra spillet DJ Hero. I en erklæring beskrev han den forestående CD:
| Citat | I want to deliver more material for the fans this year like I originally planned ... Hopefully these tracks on The Refill will tide the fans over until we put out Relapse 2 next year ... I got back in with Dre and then a few more producers, including Just Blaze, and went in a completely different direction which made me start from scratch. The new tracks started to sound very different than the tracks I originally intended to be on Relapse 2, but I still want the other stuff to be heard. | Citat |
|       | |       |

Kort oversat sagde han altså at han ville udgive mere materiale til fansene i 2009, som han havde lovet i forbindelse med udgivelsen af Relapse. Men da opfølgeren, Relapse 2, lod vente på sig, fordi han ville gå i en anden retning end oprindeligt planlagt, valgte han at udsende Relapse igen, med syv nye numre.

### 2009–2011:Recoveryog Bad Meets Evil
Den 14. april 2010 tweetede Eminem "There is no Relapse 2" ("Der er ingen Relapse 2") til dem der fulgte ham. Dette fik folk til at tro, at han ikke ville udgive et album alligevel, mente det betød blot at albummet ville ændre titel til Recovery. Han bekræftede dette ved at tweete "RECOVERY" med et link til sin hjemmeside. Eminem udtalte "Jeg havde oprindeligt planlagt at Relapse 2 skulle komme ud sidste år. Men som jeg fortsatte med at indspille og arbejde med nye producerer, blev ideen om en efterfølger til Relapse at give mindre og mindre mening for mig og jeg ville lave et helt nyt album i stedet. Musikken på “Recovery” er meget anderledes end den fra Relapse, og jeg synes det fortjener sin egen titel." Hans syvende studiealbum, Recovery blev udgivet den 18. juni. I USA solgte Recovery 741.000 i den første uge og gik direkte ind som nummer et på Billboard 200. Det blev Eminems sjette nummer-et album i træk i USA og opnåede også international succes, hvor den lå nummer et i flere lande. Det forblev nummer et i USA i fem uger i træk og syv uger i alt. Recovery blev af Billboard rapporteret til at være det bedst-sælgende album i 2010, hvilket gjorde Eminem til den første artist i Nielsen SoundScans historie til at have gjort det to gange. Recovery er det bedst sælgende digitale album i historien

Den første single fra albummet, "Not Afraid", blev udgivet den 29. april, og debuterede som nummer et på Billboard Hot 100. Musikvideoen havde præmiere den 4. juni. Not Afraid blev efterfulgt af "Love the Way You Lie," der debuterede som nummer to og derefter steg til toppen af listen. Singlen blev den bedste sælgende i 2010 i Storbritannien, selvom det aldrig lå nummer et på hitlisten, hvilket var første gang det skete i Storbritannien siden 1969. På trods af noget kritik omkring albummets konsistens, modtog Recovery positive anmeldelser fra de fleste kritikere. Pr. 21. november 2010 har albummet solgt tre millioner eksemplarer i USA. Recovery var også det bedst sælgende album på verdensplan i 2010. Med Recovery opnåede Eminem rekorden for fleste nummer 1-albummer i træk i USA af en solo-artist.
Eminem optrådte til BET Awards 2010, hvor han optrådte med "Not Afraid" og "Airplanes Part II" sammen med B.o.B. Han optrådte også til Activision E3-koncerten. I juni 2010 annoncerede Eminem og Jay-Z at det ville optræde sammen ved et par koncerter i Detroit og New York. Eventen blev døbt The Home & Home Tour. Den første af de to koncerter blev hurtigt udsolgt, hvilket fik dem til at lave en koncert mere hvert sted. BET udnævnte også Eminem til den bedste rapper i det 21. århundrede. Eminem åbnede MTV Video Music Awards i 2010 med "Not Afraid" og "Love the Way You Lie", sidstnævnt med Rihanna til at synge omkvædet. På grund af succesen med "Home & Home Tour", blev han kaldte "Hottest MC in the Game" af MTV i 2010. Eminem og Rihanna samarbejdede igen for at lave "Love the Way You Lie (Part II)", efterfølgerende til deres hit "Love the Way You Lie". Rihanna er førstesanger på denne sang, i modsætning til Eminem der var hovedsanger i den oprindelige udgave. Denne sang skal angiveligt være fra et kvindeligt perspektiv. Nicki Minaj samarbejdede med Eminem på en sang kaldet "Roman's Revenge", der er på hendes album Pink Friday. Sangen referere Minajs alter-ego 'Roman Zolanski' og har også Eminems alter-ego Slim Shady.. Eminem er også med på sangen "That's All She Wrote" på T.I.'s album No Mercy. Han er også med på "I Need a Doctor" fra Dr. Dres album Detox. I december 2010 kaldte Billboard Eminems "genopstandelse" det bedste musiske øjeblik i 2010. Eminem optrådte til 53. Grammy Awards i 2011 den 13. februar 2011, hvor han optrådte med "Love the Way You Lie (Part II)" med Rihanna og Adam Levine, og I Need a Doctor med Dr. Dre og Skylar Grey. I februar 2011 blev det annonceret at "Space Bound" ville blive den fjerde single fra Recovery, sammen med en musikvideo til sangen, der ville have den tidligere pornostjerne Sasha Grey i en rolle. Den længe ventede musikvideo blev udgivet den 24. juni 2011 på iTunes Store.
I 2010 startede Eminem med at samarbejde med Royce da 5'9" på deres første EP under navnet Bad Meets Evil. Duoen blev formet i 1999 og er genopstået. EP'en, med navnet Hell: The Sequel, blev udgivet den 14. juni 2011. Eminem var også med på 'Writer's Block' fra Royce da 5'9", hvilket der blev offentliggjort den 8. april 2011. 3. maj 2011 udgav de førstesinglen "Fast Lane" forud for den kommende EP, til hvilken en musikvideo også blev lavet. I marts 2011, inden for få dage, fik både The Eminem Show og The Marshall Mathers LP diamant fra RIAA. Det gør Eminem til den eneste rapper der har fået to diamant-certificerede albummer. Samtidig nåede Eminem også op på 40 millioner der følger ham på Facebook, hvilket gør ham til den mest fulgte. Eminem er også den første artist i fem år til at have to #1-albummer over en 12-måneders periode: Recovery og Hell: The Sequel.
Tidligt i 2011 gav Eminem en smagsprøve på "2.0 Boys", i hvilken Yelawolf og Slaughterhouse samarbejdede efter at have skrevet kontrakt med Shady Records i januar 2011 og de optrådte i april 2011. Bad Meets Evil udgav deres næste single "Lighters" den 6. juli 2011 og have præmiere på musikvideoen i slutningen af august. Den 6. august 2011 optrådte Eminem med sange fra hele sin karriere til Lollapalooza, hvor han fik selskab af flere af de artister han har optrådt med gennem årene, i deres respektive sange. Eminem fik i 2011 en nominering til Danish Music Awards for singlen "Love the Way You Lie" for Årets Internationale Hit.

### 2012–2016:The Marshall Mathers LP 2,Shady XVogSouthpaw
Den 24. maj 2012, annoncerede Eminem at han arbejdede på sit næste studiealbum. Det er indstillet til at blive udgivet i 2013. Selv uden en titel eller en udgivelsesdato indgik albummet i flere "mest ventede album i 2013" lister, herunder MTV, Complex, hvor det blev anført i sjette position; XXL, hvor det blev anført som nummer fem.
Den 30. juni 2012, talte Eminem om albummet med DJ Whoo Kid, på sin egen radiostation Shade 45. Han erklærede, at materialet er ved at tage form, og at Dr. Dre vil blive involveret på en eller anden måde. Den 30. august 2012 udtalte Slaughterhouse medlem Royce da 5'9" om sine tanker på albummet; "Jeg er ikke så sikker på, hvordan verden kommer til at reagere fra nogle af de ting, jeg har hørt fra ham." Hans nære ven og kollega 50 Cent bekræftes også at figurere på albummet. Producer No I.D. er blevet bekræftet til at producere på albummet.
Den 14. august havde "Survival" premiere i multiplayerspillet 'Call of Duty: Ghosts. Ifølge en pressemeddelelse blev den første single fra Eminems kommende album snart udgivet. Under 2013 MTV Video Music Awards blev det annonceret at albummet ville få titlen The Marshall Mathers LP 2 (efter The Marshall Mathers LP) og havde planlagt udgivelsesdato d. 5. november.
Førstesinglen, "Berzerk", blev udgivet d. 25. august, og debuterede som #3 på Billboard Hot 100. Tre singler fulgte: "Survival" (brugt i Call of Duty: Ghosts-traileren), "Rap God" og "The Monster" (med Rihanna).
Albummet blev udgivet 5. november af Aftermath Entertainment, Shady Records og Interscope Records. Standardversionen havde 16 numre, og deluxe-versionen havde en ekstra CD med yderligere fem numre. The Marshall Mathers LP 2 var Eminems syvende album, der debuterede på toppen af Billboard 200, og havde årets næsthøjeste salgstal for den første uge. Rapperen var den første kunstner siden The Beatles, der havde fire singler i top 20 af Billboard Hot 100.
I Storbritannien debuterede The Marshall Mathers LP 2 som #1 på UK Albums Chart, hvilket gjorde Eminem til den første amerikanske kunstner med syv på hinanden følgende albums som #1 på albumhitlisten, og han tangerede dermed The Beatles. Albummet sikrede Eminem som den bedst sælgende kunstner i Canada, og det var det bedst sælgende album i 2013.
Den 3. november blev Eminem udnævnt som den første YouTube Music Awards Artist of the Year, og senere denne uge modtog han en Global Icon Award ved MTV EMA Music Awards 2013. den 10. juni blev det annonceret at han ville modtage to diamand-certificeringer for digitalt salg - mere end 10 millioner salg og streaming - af RIAA (for "Not Afraid" og "Love the Way You Lie"). Den 11. og 12. juni spillede Eminem to koncerter på Wembley Stadium. Ved 57. Grammy Awards modtog han prisen som Best Rap Album for The Marshall Mathers LP 2 og Best Rap/Sung Collaboration (med Rihanna) for "The Monster".
I juni 2014 begyndte Eminem og Rosenberg at bruge hashtagget #SHADYXV på sociale medier, og rapperen bar en t-shirt med hashtagget på scenen. Ifølge en pressemeddelelse fra 25. august på Eminems hjemmeside var hashtagget titlen på en kommende Shady Records-opsamlings: Shady XV. Denne dag udkom den første single fra albummet; "Guts Over Fear" med singer-songwriteren Sia Furler og albummets trackliste blev annonceret den 29. oktober. Shady Records udgav et cypher for at promovere albummet, hvori Eminem lavede en syv-minutters freestyle rap. "Detroit Vs. Everybody" (albummets anden single), med Eminem, Dej Loaf, Royce da 5'9", Danny Brown, Big Sean og Trick-Trick, blev udgivet den 11. november. Shady XV blev udgivet d. 24. november under black friday-ugen, og indeholdt en greatest hits-CD og en CD med nyt materiale fra Shady Records-kunstnere som D12, Slaughterhouse, Bad Meets Evil og Yelawolf. Albummet debuterede som #3 på Billboard 200 hitlisten og solgte 138.000 eksemplarer den første uge i USA.
The Official Eminem Box Set blev udgivet 12 marts 2015, og indeholdt 10 CD'er, der dækker hele Eminems karriere. Det inkluderer syv af Eminems otte studiealbums (minus Infinite), 8 Mile-soundtracket, opsamlingsalbummet Eminem Presents: The Re-Up greatest hits-samlingen Curtain Call: The Hits. I begyndelsen af 2015 blev det annonceret at han ville optræde i Tech N9nes "Speedom (Worldwide Choppers 2)". Sangen, hvor Krizz Kaliko også medvirker, blev udgivet 20. april. Eminem sang også med på Yelawolfs "Best Friend", der er en single fra Love Story.
Eminem var executive producer på soundtracket fra sportsdramaet Southpaw med Shady Records. Den første single fra soundtracket kaldet "Phenomenal" blev udgivet d. 2. juni, 2015. En anden single, "Kings Never Die" af Eminem sammen med Gwen Stefani, blev udgivet den 10. juli 2015 på Eminems YouTube-side. Eminem var den første, der blev interviewet af Zane Lowe på Beats 1, der blev streamet online d. 1. juli 2015. Eminem optrådte i showet Only in Monroe, og blev interviewet af gæsteværten Stephen Colbert til en episode, der blev sendt 1. juli 2015. Rapperen, der igennem hele interviewet blev omtalt ved hans fødenavn Marshall Mathers, sang dele af Bob Seger sange på Colberts opfordring og diskuterede kortvarigt Southpaw.

### 2017–2019:RevivalogKamikaze
I slutningen af 2017 kom Eminem mere i offentligheden igen, blandt andet med et freestyle-rap ved BET Awards 2017 hvori han svinede siddende præsident Donald J. Trump. Herefter fulgte single Revenge med P!nk, og sluttede med at offentliggøre udgivelsen af sit niende studiealbum Revival, der er sat til udgivelse den 15. december 2017. Først single fra det album blev udgivet 10. november 2017, og hedder "Walk On Water", hvor også Beyonce var med på. 
Den 31. august 2018 udgav Eminem sit tiende studiealbum og første overraskelsesalbum, Kamikaze, hvilket gjorde det til hans andet studiealbum i fuld længde på otte måneder.

### 2020–2023:Music to Be Murdered ByogCurtain Call 2
Den 17. januar 2020 udgav Eminem endnu et overraskende album, Music to Be Murdered By. Albummet debuterede som nummer et på Billboard 200 og solgte 279.000 eksemplarer i den første uge.
Den 5. august 2022 blev opsamlingsalbummet, Curtain Call 2, udgivet. Albummet indeholder bl.a. singlerne "From the D 2 the LBC" med Snoop Dogg og "The King and I" med CeeLo Green.

### 2024–nu:The Death of Slim Shady (Coup de Grâce)and samarbejder
Eminem udgav sit tolvte studiealbum, The Death of Slim Shady (Coup de Grâce), den 12. juli 2024. Den første single fra albummet, "Houdini", blev udgivet den 31. maj 2024. Den 31. august 2024 udgav rapperen LL Cool J singlen "Murdergram Deux" med Eminem, hvilket markerede parrets første samarbejde nogensinde. Eminem medvirkede også på nummeret "Gunz N Smoke" fra Snoop Doggs album, Missionary, der blev udgivet i december 2024, sammen med 50 Cent.

## Andre foretagender

### Shady Records & D12
Da Eminem fik succes med sit musik og genererede multi-platin-albummer, gav Interscope ham hans eget pladeselskab. Ham og hans manager, Paul Rosenberg oprettede Shady Records i slutningen af 1999. Herefter skrev han kontrakt med sit eget Detroit-kollektiv, D12, og en rapper, Obie Trice. I 2002 signede Eminem så rapperen 50 Cent til gennem et samarbejdsaftale med Dr. Dres Aftermath. I 2003 signede de to så den Atlanta-baserede rapper Stat Quo til Shady/Aftermath-truppen. DJ Green Lantern, Eminems tidligere DJ, blev signet til Shady Records indtil en uoverensstemmelse relateret til fejden mellem 50 Cent og Jadakiss, tvang ham til at forlade selskabet – han er derfor ikke længere associeret med Eminem. The Alchemist er nu Eminems officielle tour-DJ. I 2005 signede Eminem en anden Atlanta-rapper, Bobby Creekwater, til sit selskab sammen med West Coast-rapperen Cashis.
Den 5. december 2006 udgav Shady Records et kompilations-album kaldet Eminem Presents: The Re-Up. Det startede blot som et mixtape, men Eminem fandt ud af at materialet var bedre end forventet og valgte at udgive det som et fuldt album. Det var meningen af det skulle være en startrampe for de nyere rappere hos Shady Records, som Cashis, Bobby Creekwater og Stat Quo. I tiden omkring indspilningen af Infinte, samlede Eminem og rapperne Proof og Kon Artis gruppen af rappere der nu er kendt som D12, en forkortelse for 'Detroit Twelve' eller 'Dirty Dozen' og optrådte i samme stil som multi-mand gruppen Wu-Tang Clan. I 2001 bragte Eminem gruppen frem i mainstream-musikken med udgivelsen af gruppens debutalbum Devil's Night.. Første single fra albummet var Shit On You efterfulgt af Purple Pills, en ode til rekreativt stofmisbrug. Til radio og tv, blev der udgivet en censureret version af sangen, der var blevet kraftigt omskrevet for at fjerne mange af sangens henvisninger til sex og stoffer. Omskrivning kom til at hedde Purple Hills. På trods af singles succes, blev opfølgeren Fight Music ikke en lige så stor succes.
Efter debuten tog D12 en treårs pause fra studiet, hvorefter de i 2004 udgav deres andet album, D12 World, hvorfra de populære singler My Band og How Come stammer fra. I april 2006 blev D12-medlem (og Eminems barndomsven) Deshaun "Proof" Holton dræbt i et værtshusslagsmål på den berømte 8 Mile Road i Detroit, hvor også krigsveteranen fra Keith Bender, jr. blev dræbt. Udbruddet siges at skulle have været startet efter et spil pool. Proof skulle angiveligt være blevet skudt af dørmanden Mario Etherigde, Benders fætter. Han blev kørt i privat køretøj til St. John Health's Conner Creek Campus, et ambulant behandlingssted, men blev erklæret død ved ankomsten. Eminem og tidliger Detroit Shady Records-kunstneren Obie Trice holdt taler under begravelsen. D12-medlemmet Bizarre fortalte at Eminem ikke var med på hans nye album Blue Cheese & Coney Island, fordi han "har travlt med at hans ting". D12 udgav i 2011 et mixtape kaldet "The Return of the Dozen Volume 2", hvor Eminem var med på sangen "Fame", i modsætning til det tidligere mixtape, "The Return of the Dozen", hvor Eminem ikke var med.

### Skuespiller
Selvom han havde en kort cameo i 2001-filmen The Wash, fik han sin officielle Hollywood-debut i den semi-selvbiografiske film 8 Mile, der blev udgivet i november 2002. Eminem har fortalt at filmen ikke er en gengivelse af hans liv, men blot en repræsentation af hvordan det er at vokse op i Detroit. Han indspillede flere nye sange til filmen, heriblandt hans måske største hit til dato, Lose Yourself, for hvilken han vandt en Academy Award for Best Original Score i 2003. Sangen blev dog ikke fremført til prisceremonien, da Eminem ikke var til stede. Hans samarbejdspartner, Luis Resto, der skrev sangen med ham, modtog prisen på hans vegne.
Eminem har lagt stemme til mange forskellige roller. Nogle af disse inkluderer videospillet 50 Cent:Bulletproof, hvor han spiller en aldrende korrupt politibetjent, der snakker ebonisk, og gæsteoptrædener i Comedy Centrals tv-show Crank Yankers og en web-tegnefilm kaldet The Slim Shady Show, der sidenhen er blevet pillet offline og solgt på DVD i stedet for. Han vil være involveret i enten soundtracket eller musikken i showet. . Han var også med i kampen om at blive David Rice i 2008-filmen Jumper, efter at Tom Sturridge blev fyret blot to uger før indspilningen af filmen skulle begynde. Betænkeligheder over ikke at have mere end én prominent skuespiller, fik instruktøren Doug Liman til at overveje andre skuespillere til rollen. Han endte til sidst med at tiddele rollen til Hayden Christensen, frem for Eminem. Han har også en cameo i Adam Sandlers 2009-film Funny People, hvor han har et skænderi med komikeren Ray Romano.
Den 8. november 2009 blev det rapporteret at Eminem skulle være med i den kommende 3D horror-antologi Shady Talez, instrueret af John Davies. En firebinds tegneserie baseret på filmen forventes også at udkomme i løbet af 2010. Eminem var med i sidste afsnit af sæson 7 i serien Entourage, sammen med sangerinden Christina Aguilera, hvor han spillede sig selv.
Eminem skal spille en bokser i den kommende film South Paw. Peter Schiff skal producerer filmen, og Antoine Faqua er i førersædet som instruktør.

### Erindringer
Den 21. oktober 2008 udgav Eminem den afslørende selvbiografi The Way I Am, der detaljeret beskriver hans problemer med fattigdom, stoffer, berømmelse, hjertesorger og depression, sammen med hans fortælling om hans vej til at blive verdensberømt og kommentarer omkring tidligere kontroverser. Bogen indeholder også noget af de originale lyrik-papir fra sange som Stan og The Real Slim Shady.

### Reklamer
Eminem var med i to reklamer der blev sendt under Super Bowl XLV. Den første, for Liptons Brisk Iced Tea, var en et-minuts reklamespot der vist ham som en modellerfigur. Den anden var en to minutter lang reklame, den længste i Super Bowls historie, for Chrysler 200. Den viste Eminem kørende gennem Detroit og endte med at han gik på scenen i Fox Theatre og "Lose Yourself" spillede i baggrunden.

### Velgørenhed
Eminem har også grundlagt sin egen velgørenhedsfond, kaldet "The Marshall Mathers Foundation", der skal hjælpe fattige børn og unge.

## Kunstnerisk dygtighed

### Indflydelser og rap-teknik
Eminem har navngivet flere MC'ere der har haft indflydelse på hans rap-stil – disse inkluderer: Esham, Kool G Rap, Masta Ace, Big Daddy Kane, Newcleus, Ice-T, Mantronix, Melle Mel (specielt sangen "The Message"), LL Cool J, Beastie Boys, Run-DMC, Rakim, og Boogie Down Productions.
I bogen How to rap noterede Guerilla Black sig, at Eminem har studeret andre MC'er, for at lave sin egen rap-teknik – "Eminem lyttede til alt og det var det der gjorde ham til en af de bedste". I samme bog bliver Eminem rost for de forskellige aspekter af hans rap-teknik af flere andre MC'er – disse teknikker inkluderer: hans varierede og humorfyldte emner, hans forbindelse til publikum, at gennemføre et koncept over flere album, hans komplekse rim-skemaer, hans evne til at bøje ord så de rimer, hans brug af flerstavelsesrim, få flere rim med i et stykke, komplekse rytmer, klar udtale, brug af melodi og synkopering. Han er også kendt for at skrive det meste af hans lyrik ned på papir, som dokumenteret i bogen The Way I Am, ligesom han kan tage nogle dage, helt op til en uge, fri for at skrive tekster, være arbejdsnarkoman og indspille vokal.

### Alter Egoer
Eminem bruger alter egoer i sine sangen til forskellige former for rapping og emner. Han mest kendte og populære alter ego, "Slim Shady", stammer fra The Slim Shady EP. Under denne personlighed, laver Eminem voldelige og mørke sange, men et komisk tvist. Selvom hans Slim Shady-persona stadig findes, brugte Eminem den ikke på Recovery, fordi han ikke følte det passede til temaet. Eminem regnes også som et alter ego i sig selv, da hans rigtige jeg er Marshall Mathers.
En anden figur Eminem har portrætteret er Ken Kaniff. Ken blev oprindeligt spillet af Detroit-rapperen 'Aristotle' på "Slim Shady LP", der var med i telefonfis mod Eminem. Efter "The Slim Shady LP", betød et skænderi at Eminem overtog figuren Ken Kaniff og spillede ham i flere skits fra og med The Marshall Mathers LP og frem efter (undtagen på Recovery og Encore). I sin Ken Kaniff-personlighed, er Ken en homoseksuel der laver sjov med Eminems sange. Aristotle, den originale skaber af Ken Kaniff, blev sur over at Eminem tog hans figur og lavede et mixtape, hvorpå han rapper som Ken og "disser" Eminem.

### Featuring og produktion
Selvom han ofte arbejder samme med andre rappere under Aftermath- og Shady Records, såsom Dr. Dre, Obie Trice, 50 Cent og D12, har Eminem arbejdet sammen med en masse andre artister, heriblandt Kid Rock, Redman, DMX, Missy Elliott, Jay-Z, Method Man, Jadakiss, Fat Joe, Sticky Fingaz, T.I. samt andre. Eminem rappede et vers i en live optræden af Busta Rhymes's "Touch It"-remix ved BET Awards 2006 den 27. juni 2006. Eminem var med på Akons single Smack That der var med på Akons album Konvicted. Han var også med på Lil Waynes sang Drop the World.
Eminem er også en aktiv rap-producer. Udover at være executive producer på D12s to første album, Devils Night og D12 World, har han også været det på Obie Trices Cheers og Second Round's on Me, hvor han var med på sangen There They Go fra sidstnævnte, samt på 50 Cents Get Rich or Die Tryin' og The Massacre. Oveni det har Eminem produceret og medvirket på adskillige sange med berømte rappere, såsom: Jadakiss's "Welcome To D-Block", Jay-Zs "Renagade" og "Moment of Clarity" Lloyd Banks's "On Fire", "Warrior Part 2" og "Hands Up", Tony Yayos "Drama Setter", Trick Tricks "Welcome 2 Detroit", og Xzibits "My Name" og "Don't Approach Me". Det meste af The Eminem Show blev produceret af Eminem selv, med co-produktion fra hans samarbejdspartner gennem mange år, Jeff Bass. Han delte produktionen af Encore med Dr. Dre. I 2004 var Eminem executive producer på 2Pacs posthume album Loyal To The Game sammen med 2Pacs mor Afeni Shakur. Han producerede #1-hittet Ghetto Gospel der også indeholdt sang fra Elton John. Han producerede The Cross fra Nas's album God's Son. Eminem producerede også nogle af sangene på Trick Tricks album The Villain og var med på sangen Who Want It fra samme album.
Med hensyn til produktionen af sine egne album, har Eminem en usædvanlig stil. I stedet for at skrive teksten i forhold til et beat, starter han typisk med en idé om hvordan han gerne vil have sin sang struktureret i forhold til lyrikken og laver derefter musik i forhold til det. En bemærkelsesværdig undtagelse til dette er sangen Stan, der kom fra en ide og et improviseret track af Mark the 45 King.

## Personligt

### Familien
Eminem har været genstand for megen granskning, både som rapper og i hans privatliv. Han har været gift to gange med Kimberly Ann Scott, som han mødte i High School. De begyndte deres on-and-off forhold i 1989 og blev gift i 1999. I 2000 forsøgte Scott selvmord og sagsøgte Eminem for æreskrænkelse efter han beskrev hendes voldelige død i sangen Kim. De blev skilt første gang i 2001, men blev gift igen i januar 2006. Deres anden skilsmisse blev gennemført i december samme år, hvor parret blev enige om fælles forældremyndighed over deres datter, Hailie Jade Scott (født 25. december 1995). Hailie Scott er oftet blevet refereret til i Eminems sange, såsom "'97 Bonnie & Clyde", "Hailie's Song", "My Dad's Gone Crazy", "Like Toy Soldiers", "Mockingbird", "Forgot About Dre", "Cleanin' Out My Closet", "When I'm Gone", "Deja Vu", "Beautiful", "Sing For The Moment", "Airplanes Pt. II", and "Going Through Changes". I starten af 2010 besvarede Eminem sladderpressens rygter om at han og Kimberly Scott var på vej til at finde sammen igen, med en klar afvisning.
Eminem har adopteret to andre døtre: Alaina "Lainey" Mathers, Kimberly Scotts søsters barn, som også er blevet refereret til flere af hans sange, såsom Mockingbird, Going Through Changes og Airplanes Pt. II, og Whitney, Scotts barn fra et tidligere forhold. Whitney bliver også nævnt i Going Through Changes. Han er også den lovlige formyder overfor sin yngre halvbror Nathan.

### Problemer med loven
I 1999 sagsøgte Eminems mor ham for US$10.000.000 på grund af påstået bagvaskelse af hende i hans tekster på The Slim Shady LP, hun vandt kun omkring $1.600 for svie og smerte i 2001.
Han blev anholdt den 3. juni 2000, under et skænderi ved en bilstereo-forretning i Royal Oak, Michigan med Douglas Dail, hvor han trak en uladt pistol og holdt den konstant rettet mod jorden. Dagen efter, i Warren, Michigan, så han sin daværende kone, kysse dørmanden John Guerrera på parkeringspladsen ved Hot Rock Café og han overfaldt ham. Eminem fik to års betinget fængsel for begge episoder.
I sommeren 2001 blev Eminem dømt til betinget fængsel for våbensigtelser, der stammede fra en diskussion med en ansat på Psychopatic Records, hvilket gav ham en bøde på $2.000 og adskillige timers samfundstjeneste.
I 2007, sagsøgte hans musikudgivelsesfirma, Eight Mile Style LLC, sammen med Martin Affiliated LLC, Apple Inc. og Aftermath Entertainment, påstående at Aftermath ikke havde den rette autoritet til at forhandle en aftale med Apple om digital download af 93 af Eminems sange på Apples iTunes-service. Sagen endte med et forlig kort efter at retssagen begyndte i September 2009.

### Misbrugsproblemer
Eminem har åbent fortalt om sin afhængighed af alkohol og receptpligtigt medicin, heriblandt Vicodin, Ambien, Valium og Metadon. Hans barndomsven og gruppekammerat fra D12, Proof, fortalt at Eminem i 2002 havde lagt pillerne og alkoholen på hylden. Han havde dog vendt sig mod zolpidem-sovepiller, for at hjælpe på sine søvnproblemer. Dette fik Eminem til at aflyse sin europæiske del af sin Anger Management Tour i august 2005 og sidenhen gå i behandling for sin "afhængighed af sovemedicin". I et 2009-interview med den britiske talkshow-vært Jonathan Ross, indrømmede Eminem at da hans misbrug var værst, overvejede han selvmord. "Jeg tog mig bare ikke af mig selv, nogle gange ville jeg bare give op". Han bekræftede også at han nu er ædru ved at sige at "Rap var mit stof... Dengang havde jeg brug for andre ting til at få mig til at føle det. Nu gør rap mig høj igen."

### Konflikt med Mariah Carey
Eminem har skrevet adskillige sange med reference til sit forhold til pop-sangerinden Mariah Carey, selvom hun påstår at det aldrig har fundet sted. Hun fortæller at de bare hang ud og intet seksuelt eller intimt fandt sted. Eminem har referencer til hende på flere sange, såsom Superman, Jimmy Crack Corn, Bagpipes From Baghdad og The Warning. Selvom Superman blev udgivet i 2003, udgav Carey en sang kaldet Clown på hendes Charmbracelet-album, udgivet nogenlunde samtidig, der nævner nogenlunde samme referencer, i tråd med hendes 2009-hit Obsessed.
Eminems Bagpipes From Baghdad fra albummet Relapse, betragtes som et af de bedste kendte reference-punkter til Carey, på grund af de kontroverser sangen skabte. Sangen rakker ned på Carey og hendes mands, Nick Cannons, forhold. Cannon svarede Eminem igen ved at sige at hans karriere er bygget på "racistisk snæversynethed" og at han ville få hævn over Eminem og jokede med at han ville vende tilbage til rap. Eminem har senere udtalt at parret misforstod sangen og at den ønskede dem det bedste. Cannon har også sagt at han ikke bærer nag og at han bare ville ud med sine følelser omkring sangen.
I 2009 udgav Mariah Carey så Obsessed, i hvilken hun synger om en besat mand, der påstår at han har et forhold til hende. Cannon har siden påstået at sangen ikke var en fornærmelse rettet mod Eminem. Alligevel valgte Eminem at svare tilbage i juli 2009 ved at udgive sangen The Warning. Sangen indeholder brudstykker af voice-mail-optagelser som Eminem påstår er efterladt af Mariah Carey da de to var sammen. Eminem gav også udtryk for at han har andre beviser på deres forhold i hans besiddelse. Lidt over et år senere, i september 2010, svarede Nick Cannon tilbage med sangen I'm A Slick Rick, hvor han i Slick Ricks flow, sviner Eminem til.

## Diskografi

### Studiealbum
- Infinite (1996)
- The Slim Shady LP (1999)
- The Marshall Mathers LP (2000)
- The Eminem Show (2002)
- Encore (2004)
- Relapse (2009)
- Recovery (2010)
- The Marshall Mathers LP 2 (2013)
- Revival (2017)
- Kamikaze (2018)
- Music To Be Murdered By (2020)
- The Death of Slim Shady (Coup de Grâce) (2024)

### #1-singler
| År             | Sang                                         | Peak Position | Peak Position | Peak Position | Peak Position | Peak Position | Peak Position | Peak Position | Peak Position | Peak Position | Peak Position | Peak Position | Album                     |
| År             | Sang                                         | US            | AUS           | ØST           | CAN           | TYS           | IRL           | ITA           | NZ            | SCH           | UK            | DAN           | Album                     |
| -------------- | -------------------------------------------- | ------------- | ------------- | ------------- | ------------- | ------------- | ------------- | ------------- | ------------- | ------------- | ------------- | ------------- | ------------------------- |
| 2000           | "The Real Slim Shady"                        | 4             | 11            | 6             | 5             | 7             | 1             | 4             | 15            | 2             | 1             | —             | The Marshall Mathers LP   |
| 2000           | "Stan" (feat. Dido)                          | 51            | 1             | 1             | —             | 1             | 1             | 1             | 14            | 1             | 1             | 1             | The Marshall Mathers LP   |
| 2002           | "Without Me"                                 | 2             | 1             | 1             | 4             | 1             | 1             | 2             | 1             | 1             | 1             | 1             | The Eminem Show           |
| 2002           | "Lose Yourself"                              | 1             | 1             | 1             | 1             | 2             | 1             | 1             | 1             | 1             | 1             | 1             | 8 Mile                    |
| 2004           | "My Band" (with D12)                         | 6             | 1             | 1             | 4             | 9             | 2             | 2             | 1             | 3             | 2             | 3             | D12 World                 |
| 2004           | "Just Lose It"                               | 6             | 1             | 4             | 5             | 2             | 2             | 2             | 1             | 1             | 1             | 1             | Encore                    |
| 2005           | "Like Toy Soldiers"                          | 34            | 4             | 8             | —             | 8             | 3             | 8             | 2             | 3             | 1             | 2             | Encore                    |
| 2005           | "When I'm Gone"                              | 8             | 1             | 7             | —             | 6             | 5             | —             | 2             | 7             | 4             |               | Curtain Call: The Hits    |
| 2006           | "Smack That" (with Akon)                     | 2             | 2             | 9             | 2             | 5             | 1             | 30            | 1             | 3             | 1             | 14            | Konvicted                 |
| 2009           | "Crack a Bottle" (feat. Dr. Dre and 50 Cent) | 1             | 18            | 41            | 1             | —             | 6             | 34            | 6             | 3             | 3             | 28            | Relapse                   |
| 2009           | "We Made You"                                | 9             | 1             | 9             | 6             | 9             | 1             | 32            | 1             | 4             | 4             | 8             | Relapse                   |
| 2010           | "Not Afraid"                                 | 1             | 4             | 22            | 1             | 9             | 3             | 3             | 8             | 2             | 5             | 5             | Recovery                  |
| 2010           | "Love the Way You Lie" (feat. Rihanna)       | 1             | 1             | 1             | 1             | 1             | 1             | 1             | 1             | 1             | 2             | 1             | Recovery                  |
| 2013           | "The Monster"                                | 2             | 1             | 6             | 1             | 3             | 1             | 13            | 1             | 1             | 1             | 2             | The Marshall Mathers LP 2 |
| Totale #1-hits | Totale #1-hits                               | 2             | 9             | 4             | 5             | 3             | 8             | 3             | 9             | 6             | 7             | 6             |                           |

## Filmografi
| År   | Film                                          | Rolle                       | Noter |
| ---- | --------------------------------------------- | --------------------------- | --- |
| 2000 | Da Hip Hop Witch                              | Sig selv                    | |
| 2000 | Up in Smoke Tour                              | Sig selv                    | |
| 2000 | The Slim Shady Show                           | Forskellige                 | |
| 2001 | The Wash                                      | Chris                       | Ukrediteret |
| 2002 | 8 Mile                                        | Jimmy "B-Rabbit" Smith, Jr. | Academy Award for Best Original Song MTV Movie Award for Best Video from a Film – Lose Yourself MTV Movie Award for Best Male Performance MTV Movie Award for Best Breakthrough Male Performance ASCAP Award for Most Performed Song from a Motion Picture – Lose Yourself Critics Choice Award for Best Song – Lose Yourself Teen Choice Award for Choice Movie Actor – Drama/Action Adventure Teen Choice Award for Choice Movie Breakout Star – Male BMI Film Award for Music BMI Film Award for Most Performed Song from a Film – Lose Yourself Nomineret – Golden Globe for Best Original Song from a Motion Picture – Lose Yourself Nomineret – CFCA Award for Most Promising Performer Nomineret – Golden Satellite for Best Original Song – Lose Yourself Nomineret – OFCS for Best Breakthrough Performance Nomineret – PFCS for Best Original Song – Lose Yourself Nomineret – Grammy for Best Song Written for a Motion Picture, Television or Other Visual Media – Lose Yourself |
| 2003 | 50 Cent: The New Breed                        | Sig selv                    | |
| 2004 | Crank Yankers                                 | Billy Fletcher              | TV-gæste rolle, stemme |
| 2005 | Entourage                                     | Sig selv                    | TV-gæsterolle |
| 2009 | Rock and Roll Hall of Fame Induction Ceremony | Sig selv                    | Inducted Run-D.M.C. |
| 2009 | Funny People                                  | Sig selv                    | Cameo |
| 2010 | Entourage                                     | Sig selv                    | TV-gæsterolle |
| 2014 | The Interview                                 | Sig selv                    | |
| 2017 | The Defiant Ones                              | Sig selv                    | |

## Priser og nomineringer
Eminem har modtaget elleve Grammyer. Han er blevet rost for at have "verbel energi", høj kvalitets lyrik og er blevet nummer ni i MTV's rankering af de bedste MC'ere gennem tiden. I 2003 blev han nummer tretten på MTV's listen over de 22 største stemmer i musikken og nummer 82 på Rolling Stones The Immortals. I 2008 kårede læserne af 'Vibe Magazine ham til den største rapper der er i live. Han blev også kåret som den bedste rapper nogensinde, hvor han fejede alle konkurrenterne væk, i en afstemning på Vibes hjemmeside.
Ironisk nok, langede hittet "The Real Slim Shady" fra det Grammy-vindende album The Marshall Mathers LP, ud efter Grammy-uddellingen og fortalte om hans opfattelse af den negative snak om hans materiale ville sørge for, at han aldrig vandt en.

## Forretningsforetagende
- Shady Records
- Shade 45 Sirius
- Shady Ltd. Clothing
- Shady Games
- Eight Mile Style LLC[202][203]